# Šumnik (potok)
Šumnik je potok, ki se severovzhodno od Litije kot desni pritok izliva v reko Savo. Večjih pritokov nima.